# Bernard Ringeissen
Bernard Ringeissen, né à Paris le 15 mai 1934 et mort à Gisors le 4 avril 2025, est un pianiste français.

## Biographie
Bernard Ringeissen commence le piano à sept ans, avec Georges de Lausnay,. À douze ans, il entre dans sa classe, en 1947, au Conservatoire de Paris, et remporte son premier prix à seize ans. Il se perfectionne avec Marguerite Long (interprétation) et Jacques Février. En 1953, il se retire temporairement de la tribune du concert public, pour se concentrer sur les concours de piano.
En 1954, il remporte à égalité avec Sergio Scopelliti le 2e prix du Concours Alfredo Casella de Naples et la même année, remporte le concours international de Genève. En 1955-1956, il gagne le 4e prix du 5e Concours Frédéric-Chopin à Varsovie ; et le second prix (avec Dmitri Bachkirov) au Concours Long-Thibaud-Crespin, alors qu'il n'est pas décerné de premier prix et il participe à une tournée Jeunesses Musicales Canada. En 1962, il décroche le premier prix au Concours de Rio de Janeiro et le prix spécial Villa-Lobos pour son interprétation de la musique brésilienne,.
Outre sa carrière d'interprète, il participe en tant que jury de concours dans de nombreux pays. Il a enseigné au Conservatoire de Rueil-Malmaison et donné des classes de maître au Mozarteum et aux séminaires d'été de Weimar.
Bernard Ringeissen meurt à Gisors le 4 avril 2025 à l'âge de 90 ans,,,.

## Enregistrements
Ses enregistrements comprennent l'intégrale des œuvres pour piano de Francis Poulenc (3 LP Adès-7090), Camille Saint-Saëns (5 LP Adès-7069) et Igor Stravinsky (4 LP Adès-7074), de Charles-Valentin Alkan Sonatine / Zorcico / Scherzo / Nocturne / Gigue / Marche / Barcarolle / Saltarelle (LP Harmonia Mundi France – HMA 190927), Symphonie / Ouverture / Etudes, Op.39 (CD Marco Polo – 8.223285) et 12 Études, Op. 35 / Le Festin d'Esope / Scherzo Diabolico (CD Marco Polo – 8.223351), de Frédéric Chopin Etude Op.25/11 / Mazurka Op.30/2 (78rpm Muza – 2687), Etudes Op.10 [4,10] / Etudes Op.25 [2,6,11,12] / Ballade n.1 Op.23 / Scherzo n.3 Op.39 (LP Erato – EFM 42080), Berceuse Op.57 / Fantaisie-Impromptu Op.66 (EP Barclay – 79.015 M), Ballade n.4 Op.52 / Etude Op.10/4 / Nocturne Op.62/2 / Scherzo n.3 Op.39 (LP Polskie Nagrania Muza – L 0061), 24 Préludes Op.28 (LP Wifon–040), Andante Spianato et Grande Polonaise Op.22 / Barcarolle Op.60 / Écossaises Op.72 / Fantaisie Op.49 / Scherzo n.4 Op.54 / Berceuse Op.57 (LP Ades-14.012), œuvres pour piano de Józef Wieniawski (MC Wifon-0186), œuvres pour piano de Aminollah Hossein (LP Edici – ED 52724), un recueil d'études célèbres pour piano de Carl Czerny, Ignaz Moscheles, Moritz Moszkowski, Karol Szymanowski, Franz Liszt, Gabriel Pierné, Frédéric Chopin, Camille Saint-Saëns, Sergei Rachmaninov, Alexandre Scriabine (LP Columbia – SMC 95048), de Louis Abbiate les Sonates pour piano n. 4, 5, 6 (LP Calliope – CAL 1873) et les 2 Sonates pour violoncelle avec Dimitry Markevitch, violoncelle (LP Calliope – CAL 1862), de Maurice Ravel 'Gaspard de la nuit' (LP Polskie Nagrania Muza – L 0061), la musique pour deux pianos et piano à 4 mains de Claude Debussy avec Noël Lee (2 LP Valois MB 1411-1412), un coffret de musique russe du "Groupe des cinq" -Modest Mussorgsky, Mily Balakirev, Nikolay Rimsky-Korsakov, César Cui et Alexandre Borodine- (3 LP Adès-7081); avec le baryton Jean-Christophe Benoît 4 cycles de mélodies de Maurice Ravel (LP Adès-10.002), 5 pièces pour piano et 19 mélodies de Reynaldo Hahn (LP Adès-14.003) et 16 chansons de Joseph Kosma (LP Adès-14.001). Parmi ses enregistrements de musique de chambre, on compte notamment un disque de Sonates pour violoncelle de 1957 avec Leslie Parnas, violoncelle (LP Pathé – ASTX 123), de Franz Joseph Haydn 12 Trios pour piano (3 LP français Decca 7.317/319) et 8 Sonates pour violon et piano (3 LP français Decca 7.236/239) avec Jacques-Francis Manzone, violon et Frédéric Lodéon, violoncelle, de Ernest Chausson 'Concert' pour violon, piano et quatuor à cordes avec Jean-Pierre Wallez, violon (LP Adès-14.043). Il a également enregistré le Concerto en ré mineur pour deux pianos et orchestre de Poulenc, avec Gabriel Tacchino et l'Orchestre Philharmonique de Monte-Carlo sous la direction de Georges Prêtre (LP EMI Pathé Marconi – 7473692).